# Feira do Livro de Lisboa

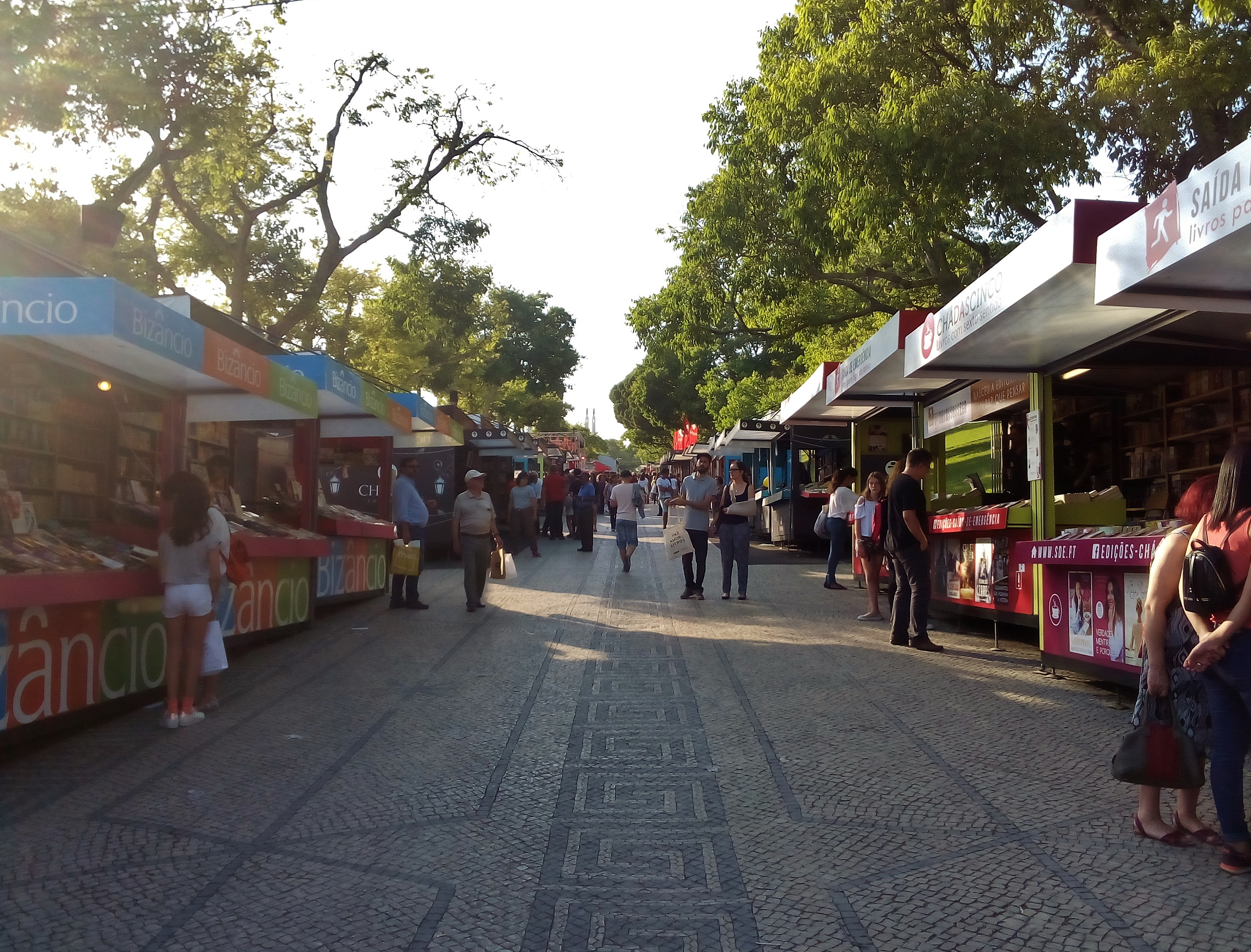
Feira do Livro de Lisboa no Parque Eduardo VII

A Feira do Livro de Lisboa é um certame que se realiza anualmente desde maio de 1930 na cidade de Lisboa.
Em 1931 a organização passou a estar a cargo da então Associação de Classe de Livreiros de Portugal, que hoje tem o nome de Associação Portuguesa de Editores e Livreiros. A feira tem passado, desde o seu início, por diversos locais, como a Avenida da Liberdade, a Praça D. Pedro IV, a Rua Augusta e a Praça do Comércio, mas fixou-se, desde há alguns anos, no Parque Eduardo VII. Em mais de duas centenas de stands, editores e livreiros aí apresentam anualmente desde as últimas novidades até fundos de catálogo e restos de armazém, às vezes a preços quase simbólicos.
A Feira do Livro de Lisboa tem decorrido, em geral, nos últimos dias de maio, embora nas 79.ª, 80.ª e 81.ª edições, em 2009, 2010 e 2011 tenha decorrido entre os finais de abril e inícios de maio. Na 87.ª edição, em 2017, decorreu entre os dias 1 e 18 de junho. Em 2020, foi adiada para entre os dias 27 de agosto e 13 de setembro, como consequência da pandemia de COVID-19 desse ano.